# Besleria notabilis
Besleria notabilis är en tvåhjärtbladig växtart som beskrevs av Conrad Vernon Morton. Besleria notabilis ingår i släktet Besleria och familjen Gesneriaceae. Inga underarter finns listade i Catalogue of Life.

## Bildgalleri

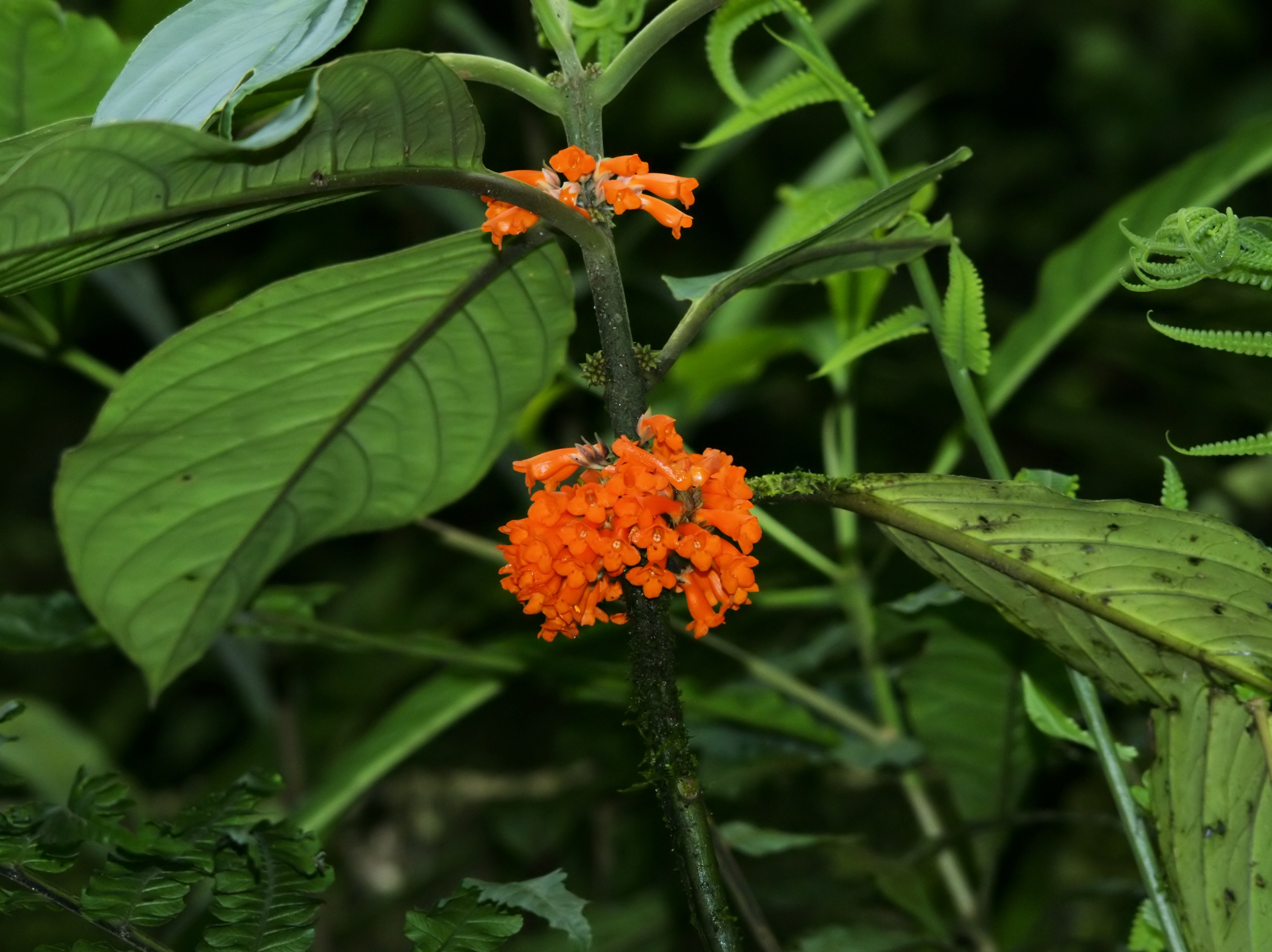